# Fox-IT
Fox-IT is een Nederlands bedrijf, onderdeel van de Britse NCC group, op het gebied van computer- en netwerkbeveiliging. Het houdt zich bezig met advies, IT-producten en opleidingen. Het hoofdkantoor bevindt zich in Delft. Hun grootste klanten zijn overheden, financiële instellingen en bedrijven op het gebied van vitale infrastructuur.

## Geschiedenis
Fox-IT werd in 1999 opgericht als het eerste digitale recherchebureau van West-Europa. Ze richtten zich op digitaal forensisch onderzoek en het kraken van de beveiligingen bij het Nederlands Forensisch Instituut. Hun klantensysteem bestond voornamelijk uit overheden en financiële instellingen.
In 2003 sloot Philips-Crypto zijn deuren, waarbij Fox-IT de technologie voor de productie van systemen ter bescherming van staatsgeheimen van hen opkocht.
Vanaf 2005 breidde Fox-IT zich internationaal uit door zich te vestigen in de Antillen en in Engeland. Ook bereikten ze het Midden-Oosten en de Verenigde Staten door zich te laten vertegenwoordigen bij lokale partners.
Eind 2007 werd Fox-IT door Emerce benoemd als bedrijf met het beste imago in de e-business, binnen de categorie 'security'. Fox-IT werd nummer elf op de algemene lijst, de Emerce-100.
Op 25 november 2015 werd Fox-IT gekocht door NCC Group uit Manchester voor 133 miljoen euro. Omdat de Militaire Inlichtingen- en Veiligheidsdienst (MIVD) en de Nationaal Coördinator Terrorismebestrijding en Veiligheid (NCTV) zorgen hadden over de beveiliging van Nederlandse staatsgeheimen, werd het daarvoor verantwoordelijke onderdeel van Fox-IT ondergebracht in een aparte BV onder de naam Fox Crypto. Bij een eventuele volgende verkoop van het bedrijf heeft de Nederlandse overheid een eerste kooprecht op Fox Crypto.
In mei 2020 werden drie van de vijf directieleden van Fox-IT, namelijk algemeen directeur Erik Ploegmakers, chief operating officer (COO) Jeremy Butcher en de directeur van de cryptodivisie Jurgen Delfos, op non-actief gesteld. Volgens De Volkskrant zouden zij het plan hebben gehad om het bedrijf voor 100 miljoen euro terug te kopen van de Britse eigenaar NCC Group.

## Producten en diensten
Fox-It bestaat uit drie afdelingen, die elk een reeks van producten en diensten aanbiedt.
- Cybercrime: Binnen deze unit analyseert men computercriminaliteit zoals informatiediefstal, DDoS-aanvallen en bankfraude door zelf in de huid te kruipen van cybercriminelen. Door het gedrag en de acties van cybercriminelen te analyseren, proberen ze oplossingen te bieden voor hun klanten.
- Crypto: Deze afdeling specialiseert zich in het geheim houden van informatie door middel van cryptografie. De producten die hier aangeboden worden zijn gecertificeerd tot op NAVO- en staatsgeheimniveau en worden onder andere gebruikt voor militaire missies. Voorbeelden van producten zijn SkyTale, DataDiode en RedFox.
- Forensics: Na een hacking, diefstal of een andere inbreuk op de beveiliging kan deze afdeling ingeschakeld worden om enerzijds de elektronische systemen in veiligheid te stellen en anderzijds digitaal bewijs te achterhalen. Door middel van digitaal rechercheonderzoek probeert men de cybercriminelen opsporen. Een voorbeeld is Tracks Inspector, dat door verschillende politiediensten in Nederland en België wordt gebruikt om digitaal bewijsmateriaal efficiënter op te zoeken.[12]

## Dossiers
In onderstaande bekende dossiers in verband met cyberbeveiliging en cyberdefensie is of was Fox-IT betrokken.

### DigiNotar
Bij de hack bij DigiNotar (2011) werden er wereldwijd valse certificaten van websites verspreid, waarbij de meerderheid gebruikt werd door Iraanse internetgebruikers. Ondanks dat DigiNotar verantwoordelijk was voor de veiligheid van overheidssites, bleken ze volgens het rapport van Fox-IT zelf niet voldoende beveiligd te zijn. De software bleek niet bijgewerkt te zijn, de wachtwoorden gemakkelijk te achterhalen en er bleek geen virusscanner geïnstalleerd te zijn geweest.

### Yahoo!
In januari 2014 ontdekte Fox-IT dat de servers van websites van Yahoo! werden aangevallen met een malware. Advertenties die op de site verschenen installeerden al dan niet automatisch een malware.

### Belgacom
In 2013 deed Belgacom een beroep op de diensten van Fox-IT. Belgacom merkte dat er problemen waren met de stabiliteit in de servers van dochterbedrijf BICS. Fox-IT ontdekte geavanceerde malware die aanwezig was in het systeem, en ruimde deze op. Eerder in 2012 merkte Belgacom al problemen op, maar nam pas contact op met Fox-IT nadat het schandaal van klokkenluider Edward Snowden aan het licht kwam. Hij verklaarde in een schriftelijk document aan het Europees Parlement dat de Amerikaanse geheime dienst NSA hierachter zat.

### Defensie
Fox-IT heeft voor het Nederlandse ministerie van Defensie het Electronic Key Management System (EKMS) ontwikkeld, met als doel om de communicatie tussen computers, voertuigen en manschappen veiliger en efficiënter te maken. Aan de hand van cryptografie wordt EKMS gebruikt voor de versleuteling van bijvoorbeeld VPN-systemen, militaire radio's en communicatieapparatuur in voertuigen. EKMS kan op internationaal niveau worden ingezet, doordat het voldoet aan NAVO-standaarden.
Voor de uitvoering van offensieve digitale operaties heeft het Nederlandse leger Fox-IT ingeschakeld. Hierbij werden 15 hackers voor het Defensie Cyber Commando opgeleid om vijandige computers aan te vallen.

## Kritiek
In 2013 ontving Fox-IT stevige kritiek toen het optrad als sponsor voor de hackersbijeenkomst OHM2013. Een deel van de hackers was hier niet gelukkig mee, mede vanwege de samenwerking van Fox-IT met de politie en de ontwikkeling van afluistersoftware. Volgens de meer anarchistisch georiënteerde hackers zou dit een breuk met de normen en waarden van de hackersscene zijn. Anderen vonden deze kritiek niet terecht.
Daarnaast is gebleken dat het van 2006 tot 2012 zeer actief was op de markt voor de surveillance-industrie in het Midden-Oosten, ten behoeve van overheidsinstanties, militairen en inlichtingendiensten aldaar. Verder leverde het aan Rusland tussen 2010 en 2015, dus ook na de invoering van de internationale sancties tegen dat land in 2014; in dit geval betrof het verkoop van de DataDiode.